# Fernando Penna
Fernando Feres Penna, mais conhecido como Fernando Penna (Franca, 24 de outubro de 1983) é um ex-jogador brasileiro de basquetebol e técnico de basquete.

## Trajetória esportiva
Iniciou no basquete aos 14 anos na Clínica de Basquete de Franca e, aos 17, foi para o Aspa (Associação de Pais e Amigos do Franca Basquetebol Clube). Teve uma passagem de dois anos pelo Rio Claro Basquete, seguindo para o Paulistano. Além do Paulistano e do Rio Claro, atuou nos times de Franca, do Goiânia e do Pinheiros.
Venceu por três vezes consecutivas (2011, 2012, 2013) o Desafio de Habilidades do NBB.
Em 18 de novembro de 2014, se acidentou em quadra em um jogo entre o Bauru e o Paulistano: Fernando Penna se chocou contra a haste de ferro que sustentava a publicidade, sofreu cortes na testa, no nariz e no lábio, sendo necessários 14 pontos no rosto.
Seu último clube antes da aposentadoria foi o Rio Claro. Depois de se retirar das quadras, Fernando Penna integrou a comissão técnica do Franca, como assistente de Helinho Garcia. Depois desta experiência, retornou à equipe rioclarense para ser o treinador.